# Pennisetum nervosum
Pennisetum nervosum là một loài thực vật có hoa trong họ Hòa thảo. Loài này được (Nees) Trin. mô tả khoa học đầu tiên năm 1834.